# Ceratocystis
Genre
Ceratocystis est un genre de champignons ascomycètes de la famille des Ceratocystidaceae.
De nombreuses espèces de ce genre sont des agents pathogènes des plantes, qui attaquent en particulier les arbres fruitiers et forestiers, d'autres sont simplement saprophytes.

## Synonymes
Selon MycoBank (2 novembre 2014) :
- Rhynchophoma P. Karst., Hedwigia (1884) ;
- Mycorhynchella Höhn., Hedwigia (1918) ;
- Chaetonaemosphaera Schwarzman, (1968).

## Liste d'espèces
Selon Catalogue of Life (2 novembre 2014) :
- Ceratocystis acaciivora
- Ceratocystis acericola
- Ceratocystis acoma
- Ceratocystis adiposa
- Ceratocystis aequivaginata
- Ceratocystis albida
- Ceratocystis albofundus
- Ceratocystis angusticoolis
- Ceratocystis antennaroidospora
- Ceratocystis arborea
- Ceratocystis asteroides
- Ceratocystis atrox
- Ceratocystis autographa
- Ceratocystis bhutanensis
- Ceratocystis brunneocrinita
- Ceratocystis bunae
- Ceratocystis buxi
- Ceratocystis cacaofunesta
- Ceratocystis californica
- Ceratocystis capitata
- Ceratocystis caryae
- Ceratocystis castaneae
- Ceratocystis catoniana
- Ceratocystis chinaeucensis
- Ceratocystis coerulescens
- Ceratocystis colombiana
- Ceratocystis columnaris
- Ceratocystis comata
- Ceratocystis concentrica
- Ceratocystis conicicollis
- Ceratocystis corymbiicola
- Ceratocystis crenulata
- Ceratocystis curvata
- Ceratocystis curvicollis
- Ceratocystis decipiens
- Ceratocystis deltoideospora
- Ceratocystis denticulata
- Ceratocystis diversiconidia
- Ceratocystis dolominuta
- Ceratocystis douglasii
- Ceratocystis ecuadoriana
- Ceratocystis erinaceus
- Ceratocystis eucalypti
- Ceratocystis eucalypticola
- Ceratocystis eucastaneae
- Ceratocystis fagacearum
- Ceratocystis fasciata
- Ceratocystis ficicola
- Ceratocystis filiformis
- Ceratocystis fimbriata
- Ceratocystis fimbriatomima
- Ceratocystis fujiensis
- Ceratocystis grandicarpa
- Ceratocystis grandifoliae
- Ceratocystis hyalothecium
- Ceratocystis imperfecta
- Ceratocystis inquinans
- Ceratocystis introcitrina
- Ceratocystis ips
- Ceratocystis laricicola
- Ceratocystis larium
- Ceratocystis leptographioides
- Ceratocystis leucocarpa
- Ceratocystis longispora
- Ceratocystis magnifica
- Ceratocystis mangicola
- Ceratocystis manginecans
- Ceratocystis mangivora
- Ceratocystis merolinensis
- Ceratocystis microbasis
- Ceratocystis microcarpa
- Ceratocystis miniata
- Ceratocystis minor
- Ceratocystis moniliformis
- Ceratocystis moniliformopsis
- Ceratocystis montium
- Ceratocystis musarum
- Ceratocystis neglecta
- Ceratocystis norvegica
- Ceratocystis nothofagi
- Ceratocystis novae-zelandiae
- Ceratocystis oblonga
- Ceratocystis obpyriformis
- Ceratocystis obscura
- Ceratocystis ochracea
- Ceratocystis omanensis
- Ceratocystis ossiformis
- Ceratocystis pallida
- Ceratocystis papillata
- Ceratocystis paradoxa
- Ceratocystis parva
- Ceratocystis piceiperda
- Ceratocystis pidoplichikovii
- Ceratocystis pilifera
- Ceratocystis pinicola
- Ceratocystis pirilliformis
- Ceratocystis platani
- Ceratocystis pluriannulata
- Ceratocystis polonica
- Ceratocystis polychroma
- Ceratocystis polyconidia
- Ceratocystis ponderosae
- Ceratocystis populicola
- Ceratocystis prolifera
- Ceratocystis pseudominor
- Ceratocystis pseudonigra
- Ceratocystis pseudotsugae
- Ceratocystis radicicola
- Ceratocystis resinifera
- Ceratocystis rostrocylindrica
- Ceratocystis rufipennis
- Ceratocystis salinaria
- Ceratocystis savannae
- Ceratocystis schrenkiana
- Ceratocystis smalleyi
- Ceratocystis spinifera
- Ceratocystis spinulosa
- Ceratocystis stenoceras
- Ceratocystis stenospora
- Ceratocystis sublaevis
- Ceratocystis sumatrana
- Ceratocystis tanganyicensis
- Ceratocystis tetropii
- Ceratocystis torticiliata
- Ceratocystis torulosa
- Ceratocystis tribiliformis
- Ceratocystis truncicola
- Ceratocystis tsitsikammensis
- Ceratocystis tubicollis
- Ceratocystis tyalla
- Ceratocystis variospora
- Ceratocystis vesca
- Ceratocystis virescens
- Ceratocystis zombamontana

Selon Index Fungorum (2 novembre 2014) :
- Ceratocystis acaciivora Tarigan & M. van Wyk 2011
- Ceratocystis acericola H.D. Griffin 1968
- Ceratocystis acoma (V.V. Mill. & Tcherntz.) C. Moreau 1952
- Ceratocystis adiposa (E.J. Butler) C. Moreau 1952
- Ceratocystis aequivaginata Olchow. & J. Reid 1974
- Ceratocystis albida (Math.-Käärik) J. Hunt 1956
- Ceratocystis albofundus M.J. Wingf., De Beer & M.J. Morris 1996
- Ceratocystis angusticoolis E.F. Wright & H.D. Griffin 1968
- Ceratocystis antennaroidospora Roldan 1963
- Ceratocystis arborea Olchow. & J. Reid 1974
- Ceratocystis asteroides Roldan 1963
- Ceratocystis atrox M. van Wyk & M.J. Wingf. 2007
- Ceratocystis autographa B.K. Bakshi 1951
- Ceratocystis bhutanensis M. van Wyk, M.J. Wingf. & Kirisits 2004
- Ceratocystis brunneocrinita E.F. Wright & Cain 1961
- Ceratocystis bunae (Kitaj.) C. Moreau 1952
- Ceratocystis buxi (Borissov) C. Moreau 1952
- Ceratocystis cacaofunesta Engelbr. & T.C. Harr. 2005
- Ceratocystis californica DeVay, R.W. Davidson & W.J. Moller 1968
- Ceratocystis capitata H.D. Griffin 1968
- Ceratocystis caryae J.A. Johnson & T.C. Harr. 2006
- Ceratocystis castaneae (Vanine & Solovjev) C. Moreau 1952
- Ceratocystis catoniana (Goid.) C. Moreau 1952
- Ceratocystis chinaeucensis S.F. Chen, M. van Wyk, M.J. Wingf. & X.D. Zhou 2013
- Ceratocystis coerulescens (Münch) B.K. Bakshi 1950
- Ceratocystis colombiana M. van Wyk & M.J. Wingf. 2010
- Ceratocystis columnaris Olchow. & J. Reid 1974
- Ceratocystis comata (V.V. Mill. & Tcherntz.) C. Moreau 1952
- Ceratocystis concentrica Olchow. & J. Reid 1974
- Ceratocystis conicicollis Olchow. & J. Reid 1974
- Ceratocystis corymbiicola Kamgan 2012
- Ceratocystis crenulata Olchow. & J. Reid 1974
- Ceratocystis cryptoformis M. Mbenoun & Jol. Roux 2014; Microascales
- Ceratocystis curvata M. van Wyk & M.J. Wingf. 2011
- Ceratocystis curvicollis Olchow. & J. Reid 1974
- Ceratocystis decipiens Kamgan & Jol. Roux 2013
- Ceratocystis deltoideospora Olchow. & J. Reid 1974
- Ceratocystis denticulata R.W. Davidson 1979
- Ceratocystis diversiconidia M. van Wyk 2011
- Ceratocystis dolominuta H.D. Griffin 1968
- Ceratocystis douglasii (R.W. Davidson) M.J. Wingf. & T.C. Harr. 1997
- Ceratocystis ecuadoriana M. van Wyk & M.J. Wingf. 2011
- Ceratocystis erinaceus Bohàr 1996
- Ceratocystis eucalypti Z.Q. Yuan & Kile 1996
- Ceratocystis eucalypticola M. van Wyk & M.J. Wingf. 2012
- Ceratocystis eucastaneae R.W. Davidson 1978
- Ceratocystis fagacearum (Bretz) J. Hunt 1956
- Ceratocystis fasciata Olchow. & J. Reid 1974
- Ceratocystis ficicola Kajitani & Masuya 2011
- Ceratocystis filiformis Roldan 1963
- Ceratocystis fimbriata Ellis & Halst. 1890
- Ceratocystis fimbriatomima M. van Wyk & M.J. Wingf. 2009
- Ceratocystis fujiensis M.J. Wingf., Yamaoka & M. Marín 2005
- Ceratocystis grandicarpa Kowalski & Butin 1989
- Ceratocystis grandifoliae R.W. Davidson 1976
- Ceratocystis harringtonii Z.W. de Beer & M.J. Wingf. 2013; Microascales
- Ceratocystis hyalothecium R.W. Davidson 1976
- Ceratocystis imperfecta (V.V. Mill. & Tcherntz.) C. Moreau 1952
- Ceratocystis inquinans Tarigan, M. van Wyk & M.J. Wingf. 2010
- Ceratocystis introcitrina Olchow. & J. Reid 1974
- Ceratocystis ips (Rumbold) C. Moreau 1952
- Ceratocystis laricicola Redfern & Minter 1987
- Ceratocystis larium M. van Wyk & M.J. Wingf. 2009
- Ceratocystis leptographioides (R.W. Davidson) J. Hunt 1956
- Ceratocystis leucocarpa R.W. Davidson 1966
- Ceratocystis longispora Olchow. & J. Reid 1974
- Ceratocystis magnifica H.D. Griffin 1968
- Ceratocystis mangicola M. van Wyk & M.J. Wingf. 2011
- Ceratocystis manginecans M. van Wyk, Al-Adawi & M.J. Wingf. 2007
- Ceratocystis mangivora M. van Wyk & M.J. Wingf. 2011
- Ceratocystis merolinensis (Georgev.) C. Moreau 1952
- Ceratocystis microbasis Tarigan, M. van Wyk & M.J. Wingf. 2010
- Ceratocystis microcarpa (P. Karst.) C. Moreau 1952
- Ceratocystis miniata Olchow. & J. Reid 1974
- Ceratocystis minor (Hedgc.) J. Hunt 1956
- Ceratocystis moniliformis (Hedgc.) C. Moreau 1952
- Ceratocystis moniliformopsis Z.Q. Yuan & C. Mohammed 2002
- Ceratocystis montium (Rumbold) J. Hunt 1956
- Ceratocystis musarum Riedl 1962
- Ceratocystis neglecta M. van Wyk, Jol. Roux & Rodas 2008
- Ceratocystis norvegica J. Reid & Georg Hausner 2010
- Ceratocystis nothofagi Butin 1984
- Ceratocystis novae-zelandiae L.J. Hutchison & J. Reid 1988
- Ceratocystis oblonga R.N. Heath & Jol. Roux 2009
- Ceratocystis obpyriformis R.N. Heath & Jol. Roux 2009
- Ceratocystis obscura (R.W. Davidson) J. Hunt 1956
- Ceratocystis ochracea H.D. Griffin 1968
- Ceratocystis omanensis Al-Subhi, M.J. Wingf., M. Van Wyk & Deadman 2006
- Ceratocystis ossiformis Olchow. & J. Reid 1974
- Ceratocystis pallida H.D. Griffin 1968
- Ceratocystis papillata M. van Wyk & M.J. Wingf. 2010
- Ceratocystis paradoxa (Dade) C. Moreau 1952
- Ceratocystis parva Olchow. & J. Reid 1974
- Ceratocystis piceiperda (Rumbold) C. Moreau 1952
- Ceratocystis pidoplichikovii Milko 1961
- Ceratocystis pilifera (Fr.) C. Moreau 1952
- Ceratocystis pinicola T.C. Harr. & M.J. Wingf. 1999
- Ceratocystis pirilliformis I. Barnes & M.J. Wingf. 2003
- Ceratocystis platani (J.M. Walter) Engelbr. & T.C. Harr. 2005
- Ceratocystis pluriannulata (Hedgc.) C. Moreau 1952
- Ceratocystis polonica (Siemaszko) C. Moreau 1952
- Ceratocystis polychroma M. van Wyk, M.J. Wingf. & E.C.Y. Liew 2004
- Ceratocystis polyconidia R.N. Heath & Jol. Roux 2009
- Ceratocystis ponderosae T.E. Hinds & R.W. Davidson 1975
- Ceratocystis populicola J.A. Johnson & T.C. Harr. 2006; Microascales
- Ceratocystis populicola Olchow. & J. Reid 1974
- Ceratocystis prolifera Kowalski & Butin 1989
- Ceratocystis pseudominor Olchow. & J. Reid 1974
- Ceratocystis pseudonigra Olchow. & J. Reid 1974
- Ceratocystis pseudotsugae (Rumbold) C. Moreau 1952
- Ceratocystis radicicola (Bliss) C. Moreau 1952
- Ceratocystis resinifera T.C. Harr. & M.J. Wingf. 1999
- Ceratocystis rostrocylindrica (R.W. Davidson) J. Hunt 1956
- Ceratocystis rufipennis M.J. Wingf., T.C. Harr. & H. Solheim 1997
- Ceratocystis salinaria Kamgan & Jol. Roux 2013
- Ceratocystis savannae Kamgan & Jol. Roux 2008
- Ceratocystis schrenkiana (Hedgc.) C. Moreau 1952
- Ceratocystis smalleyi J.A. Johnson & T.C. Harr. 2006
- Ceratocystis spinifera Olchow. & J. Reid 1974

Selon ITIS (2 novembre 2014) :
- Ceratocystis fimbriata J. B. Ellis & Halsted

## Liste des genres, espèces et non-classés
Selon NCBI (2 novembre 2014) :
- Ceratocystis acaciivora
- Ceratocystis adiposa
- Ceratocystis albifundus
- Ceratocystis atrox
- Ceratocystis bhutanensis
- Ceratocystis cacaofunesta
- Ceratocystis caryae
- Ceratocystis chinaeucensis
- Ceratocystis coerulescens
- Ceratocystis colombiana
- Ceratocystis corymbiicola
- Ceratocystis cryptoformis
- Ceratocystis curvata
- Ceratocystis curvicollis
- Ceratocystis decipiens
- Ceratocystis diversiconidia
- Ceratocystis douglasii
- Ceratocystis ecuadoriana
- Ceratocystis eucalypti
- Ceratocystis eucalypticola
- Ceratocystis fagacearum
- Ceratocystis ficicola
- Ceratocystis fimbriata
  - non-classé Ceratocystis fimbriata CBS 114723
- Ceratocystis fimbriatomima
- Ceratocystis fujiensis
- Ceratocystis huntii
- Ceratocystis inquinans
- Ceratocystis laricicola
- Ceratocystis larium
- Ceratocystis major
- Ceratocystis mangicola
- Ceratocystis manginecans
- Ceratocystis mangivora
- Ceratocystis microbasis
- Ceratocystis moniliformis
- Ceratocystis moniliformopsis
- Ceratocystis musarum
- Ceratocystis neglecta
- Ceratocystis norvegica
- Ceratocystis oblonga
- Ceratocystis obpyriformis
- Ceratocystis omanensis
- Ceratocystis ossiformis
- Ceratocystis papillata
- Ceratocystis paradoxa
- Ceratocystis pinicola
- Ceratocystis pirilliformis
- Ceratocystis platani
- Ceratocystis polonica
- Ceratocystis polychroma
- Ceratocystis polyconidia
- Ceratocystis populicola
- Ceratocystis pseudoeurophioides
- Ceratocystis radicicola
- Ceratocystis resinifera
- Ceratocystis rufipennis
- Ceratocystis salinaria
- Ceratocystis savannae
- Ceratocystis smalleyi
- Ceratocystis sublaevis
- Ceratocystis sumatrana
- Ceratocystis tanganyicensis
- Ceratocystis thulamelensis
- Ceratocystis tribiliformis
- Ceratocystis tsitsikammensis
- Ceratocystis tyalla
- Ceratocystis variospora
- Ceratocystis virescens
- Ceratocystis zambeziensis
- Ceratocystis zombamontana
- non-classé mitosporic Ceratocystis
  - genre Thielaviopsis
    - Thielaviopsis australis
    - Thielaviopsis basicola
    - Thielaviopsis ceramica
    - Thielaviopsis neocaledoniae
    - Thielaviopsis ovoidea
    - Thielaviopsis populi
    - Thielaviopsis thielavioides

Selon Paleobiology Database (2 novembre 2014) :
- Ceratocystis prosthiakida